# Zatrephes modesta
Zatrephes modesta là một loài bướm đêm thuộc phân họ Arctiinae, họ Erebidae.